# 20005 Zagarella
20005 Zagarella è un asteroide della fascia principale. Scoperto nel 1991, presenta un'orbita caratterizzata da un semiasse maggiore pari a 2,320991 UA e da un'eccentricità di 0,043542, inclinata di 3,947991° rispetto all'eclittica. Ha un diametro di 2,263 km.